# Ring belge R9
Pour les articles homonymes, voir R9.
Le ring belge R9 est la petite ceinture périphérique autoroutière du centre-ville de Charleroi. Il est localement dénommé ring de Charleroi, afin de ne pas être confondu avec le périphérique qui contourne quant à lui l'agglomération. Large de deux à quatre bandes selon les tronçons, la circulation se fait en sens unique antihoraire.
Il porte comme l'A54 et la N5 vers Philippeville le numéro E420.

## Description du tracé
Le ring de Charleroi forme une ceinture autoroutière complète autour du centre-ville. En raison de la configuration du R9, en sens unique, les bretelles de sortie et d'entrée se positionnent de part et d'autre de l'autoroute.
|    | Dénomination                  | Destinations                                                                                            | BK   |
| -- | ----------------------------- | --- | ---- |
|    | Échangeur de Charleroi-Nord   | Autoroute Nivelles - Charleroi (la Carolorégienne)                                                      | 0,0  |
| 1  | Porte des Palais              | Charleroi (Grand Palais, ville haute)                                                                   | 0,5  |
| 2  | Porte des Piges               | Dampremy, Marchienne-au-Pont                                                                            | 0,5  |
|    | Viaduc de Charleroi (2 900 m) | | 0,6  |
| 4  | Porte des Rivages             | Charleroi (ville basse)                                                                                 | 1,75 |
| 5  | Porte de la Villette          | Marchienne-au-Pont, Mont-sur-Marchienne, Charleroi (quartier de la Villette, gare de Charleroi-Central) | 1,75 |
| 6  | Porte des Lacs                | Autoroute Charleroi - R3                                                                                | 2,35 |
| 7  | Porte de Couillet             | Philippeville, Couillet                                                                                 | 2,90 |
| 8  | Porte de Bosquetville         | N575Montignies-sur-Sambre, Charleroi (ville basse)                                                      | 3,20 |
| 9  | Porte de Neuville             | Musée des Beaux-Arts                                                                                    | 3,20 |
|    | Tunnel de la Paix (315 m)     | | 3,50 |
| 10 | Porte de Gilly                | Charleroi (ville haute) Namur, Fleurus, Gilly                                                           | 4,45 |
| 11 | Porte du Marsupilami          | Charleroi (ville haute) Namur, Fleurus, Gilly                                                           | 4,45 |
|    | Tunnel Hiernaux (605 m)       | | 4,50 |
| 12 | Porte de Bruxelles            | Autoroute Nivelles - Charleroi (la Carolorégienne)                                                      | 5,05 |

## Histoire
Dessiné par Jean Yernaux, auteur d'une vision urbanistique de Charleroi articulée autour de ses infrastructure (R9 et métro) le ring  est un anneau qui contourne le centre-ville sur un périmètre de 5,6 km. Il comporte trois à six voies de circulation à sens unique allant toutes dans le sens antihoraire. En raison de la topographie de la ville, il consiste en une série de viaducs et de tunnels pensés pour désengorger le centre urbain tout en sauvegardant les grands boulevards qu'il traverse. 
Plusieurs quartiers souffrirent néanmoins de sa construction et furent saccagés par la pose de piliers ou le creusement de trémies : la Villette (au sud-ouest), Bosquetville (sud-est) et la Broucheterre (nord). Ces deux derniers virent plusieurs de leurs rues se faire rayer de la carte,. Il est mis en service en 1976. 
Globalement en mauvais état, le ring subit des travaux de réhabilitation entre 2014 et 2020. 
Jusqu'en 2023, la numérotation des sorties était particulière, car elle poursuivait celle de l'autoroute A54 (qui elle même poursuit celle de la A7) et se prolonge par celle de l'A503. Les mêmes numéros étaient utilisés pour plusieurs sorties, avec l'ajout de la mention « Ouest » ou « Est » selon que l'on se trouve dans le sens A54 vers A503 ou l'inverse.

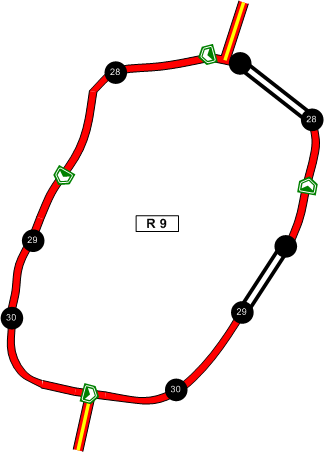
Schéma de la petite ceinture de Charleroi.
Petite ceinture de Charleroi dans l'ensemble des autoroutes.
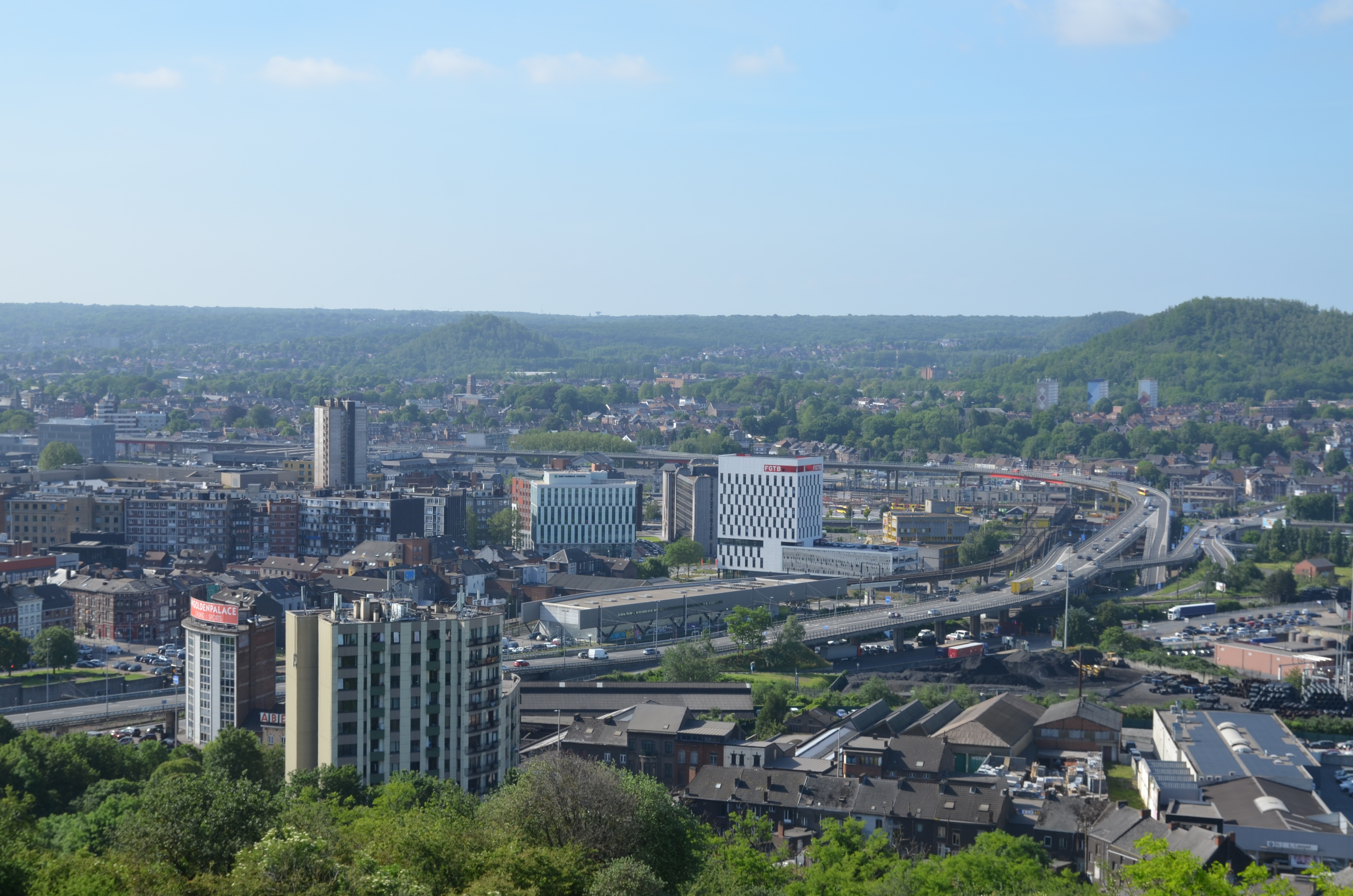
Viaduc à l'ouest et au sud de la ville.

## Galerie d'images

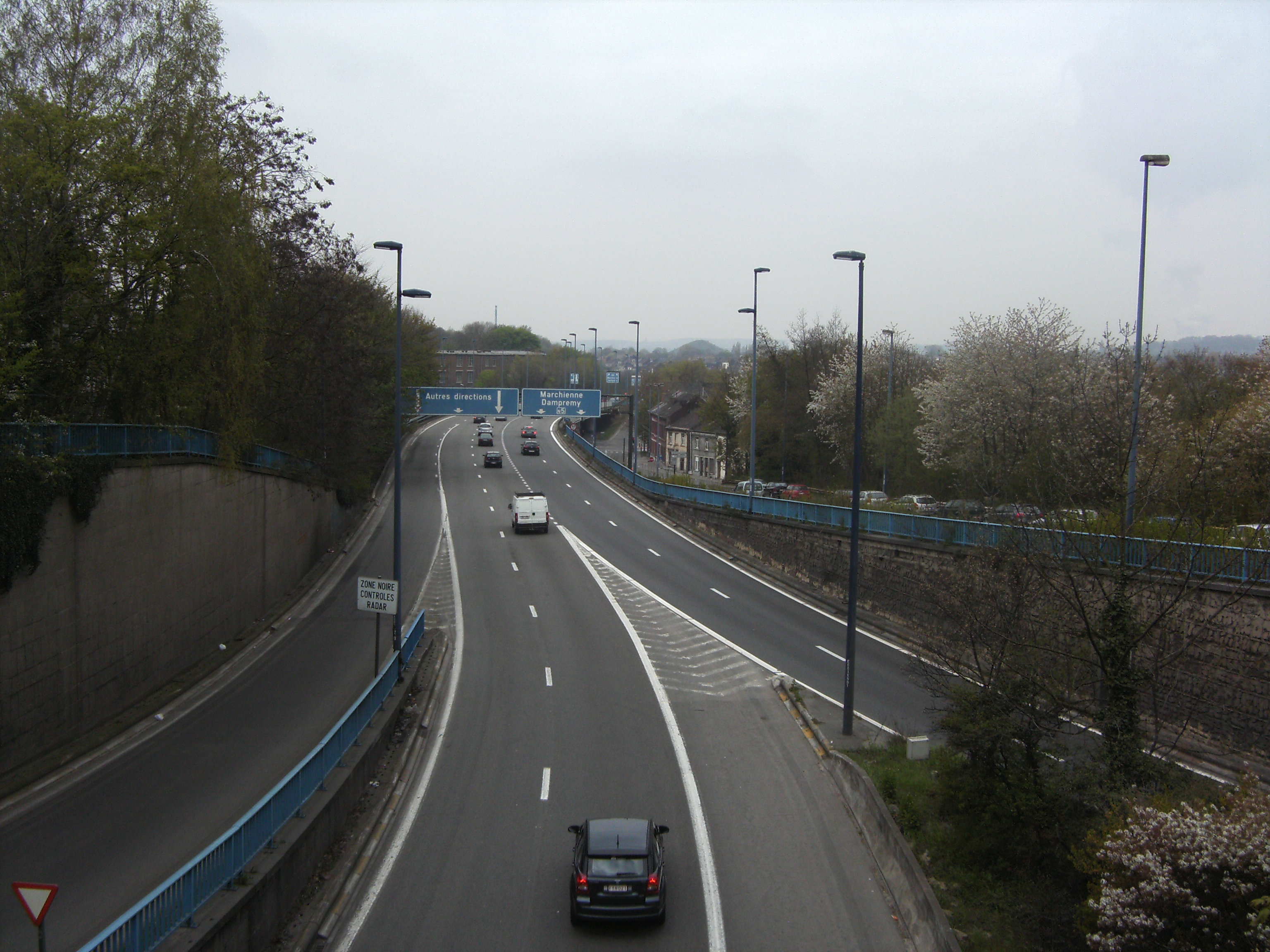
R9 au niveau de la sortie du tunnel du square Hiernaux avec, à droite, la A54. Début de la boucle.
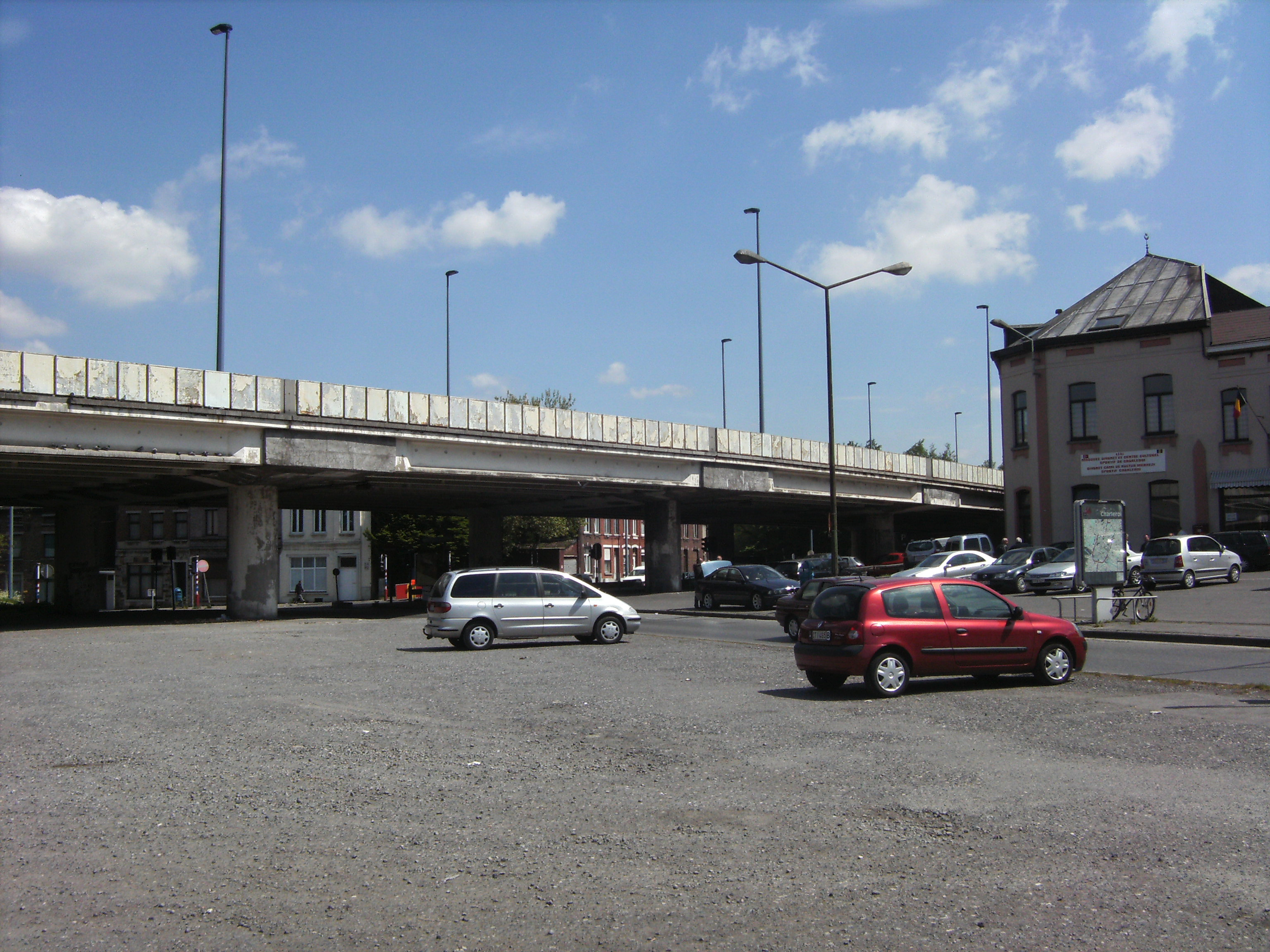
Viaduc au-dessus de la place de la Broucheterre.
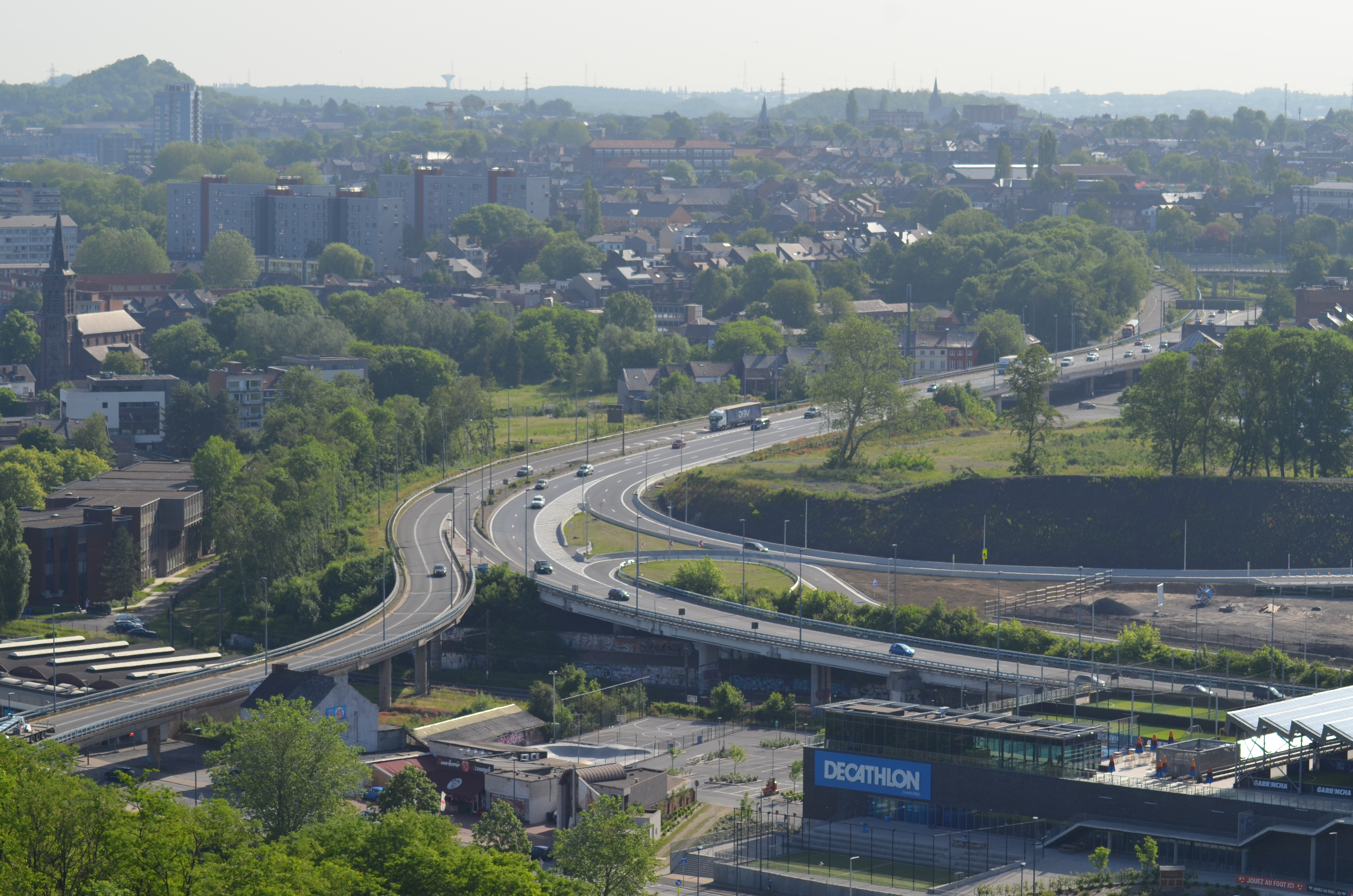
Sortie vers Dampremy et vers le Palais des Expositions.
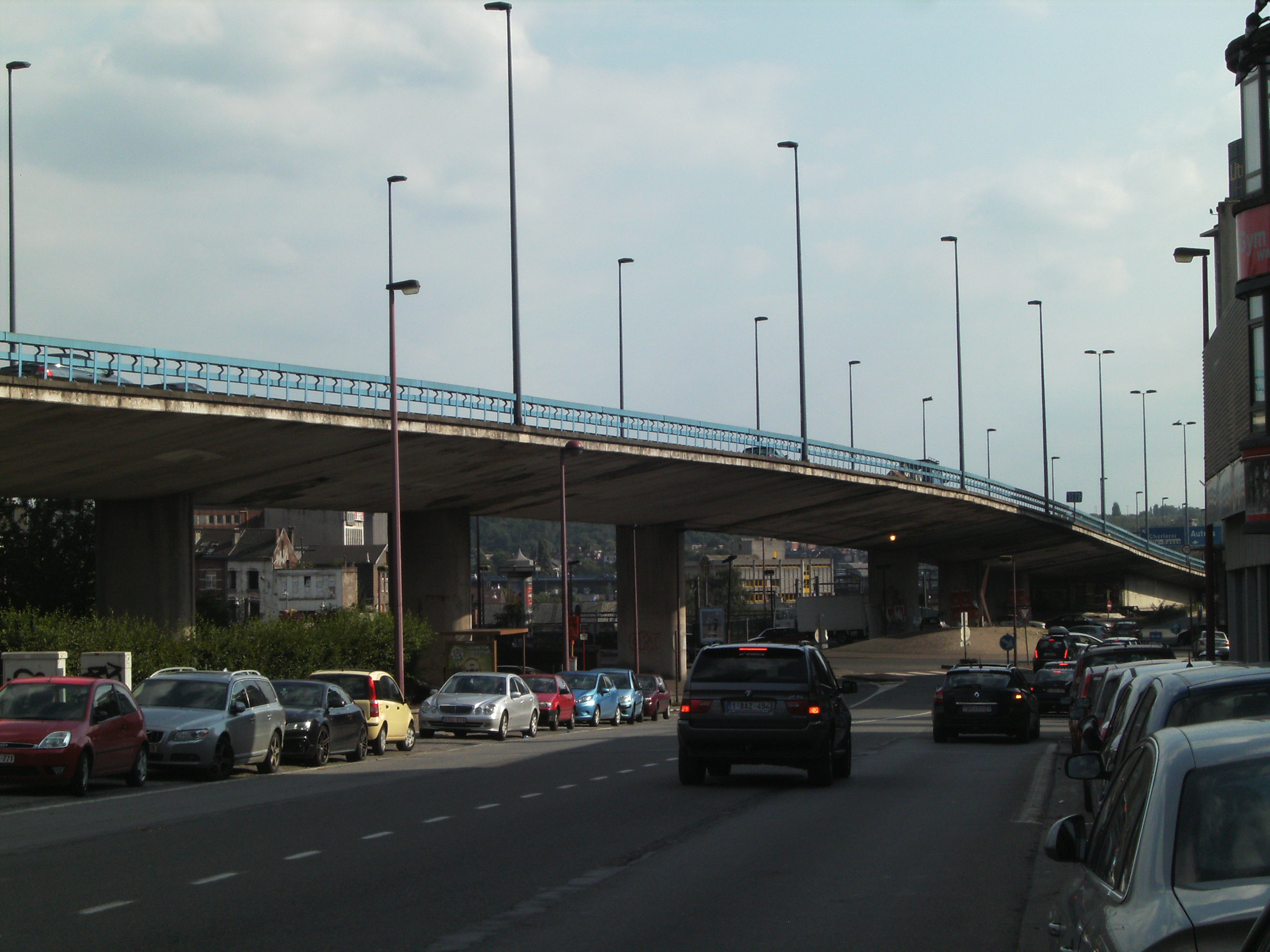
Viaduc vu depuis la chaussée de Bruxelles à Dampremy.
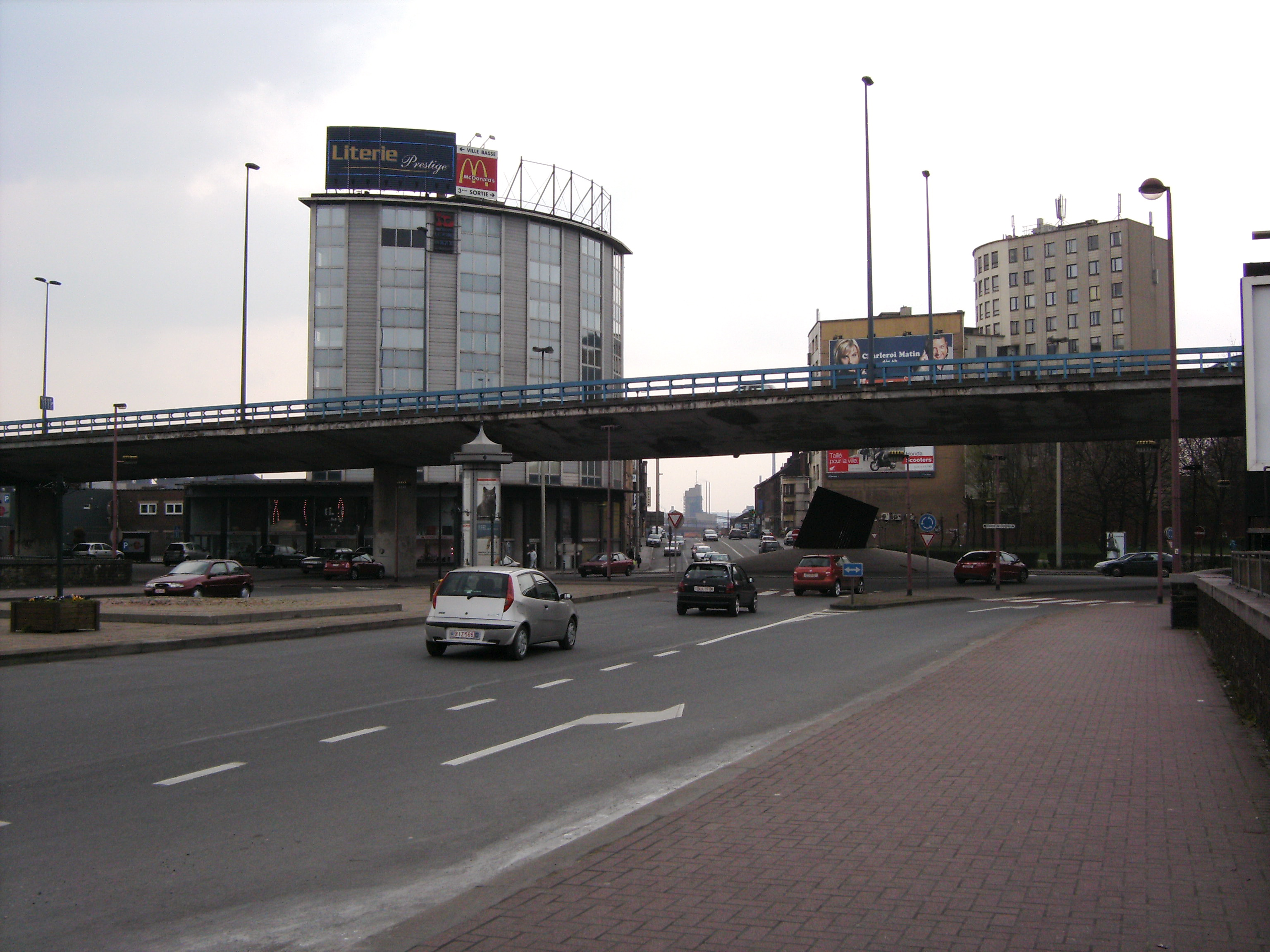
Viaduc lieu-dit « le Viaduc », chaussée de Mons. Le nom du lieu vient du pont qui passe au-dessus de la ligne 140 de la SNCB.
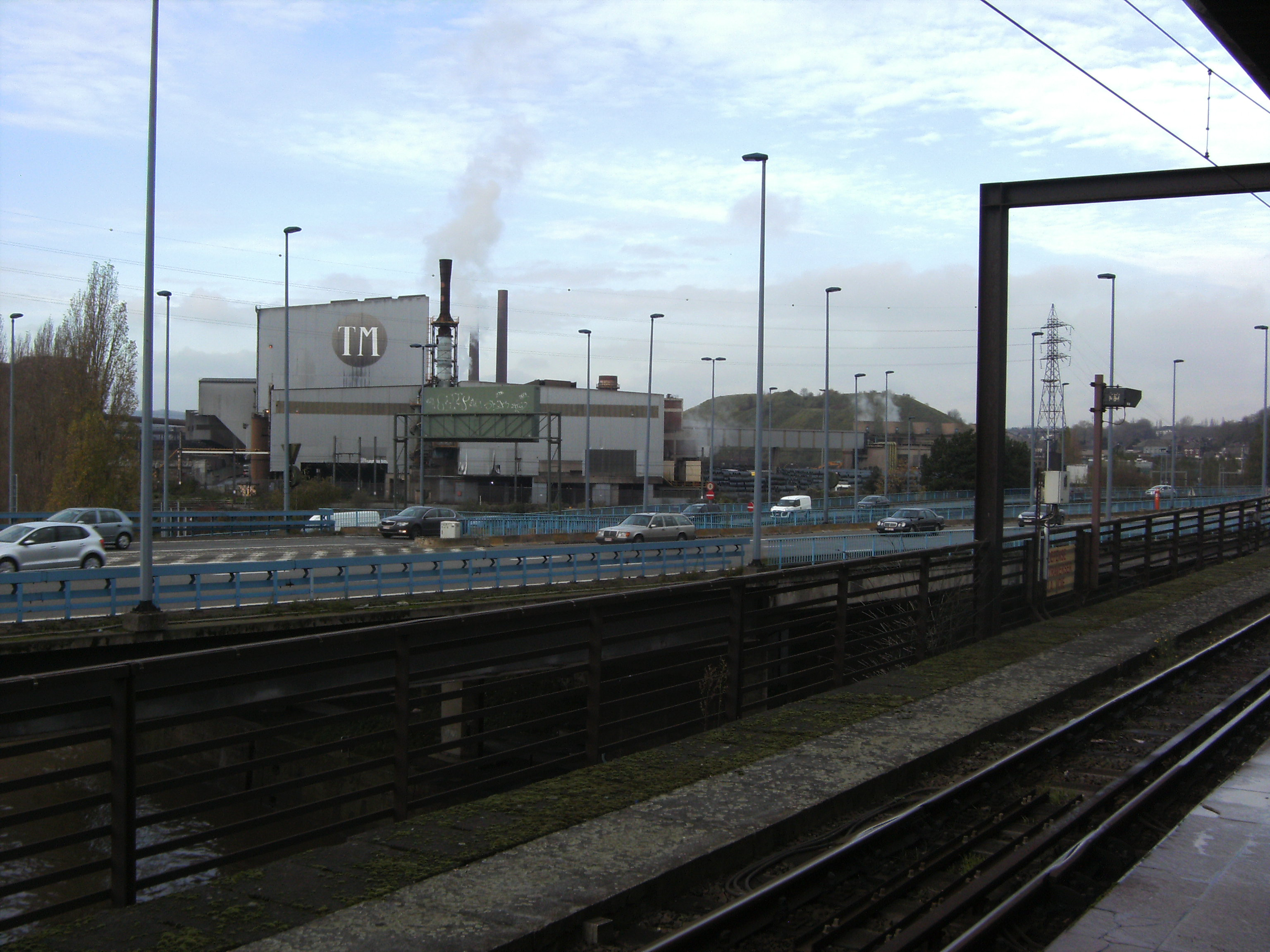
Viaduc longeant la station Villette du métro léger de Charleroi.
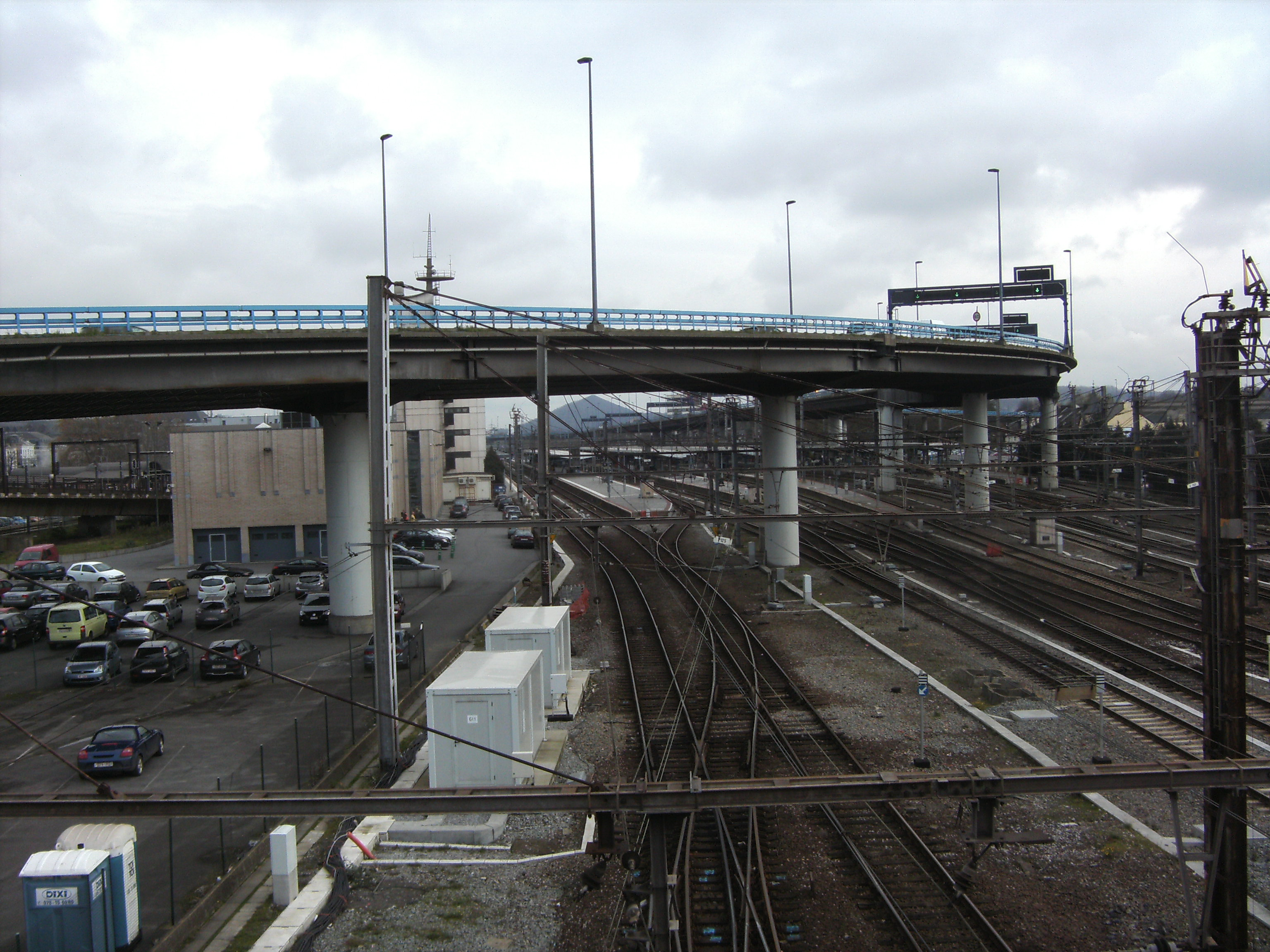
Viaduc au-dessus de la gare de Charleroi-Central.
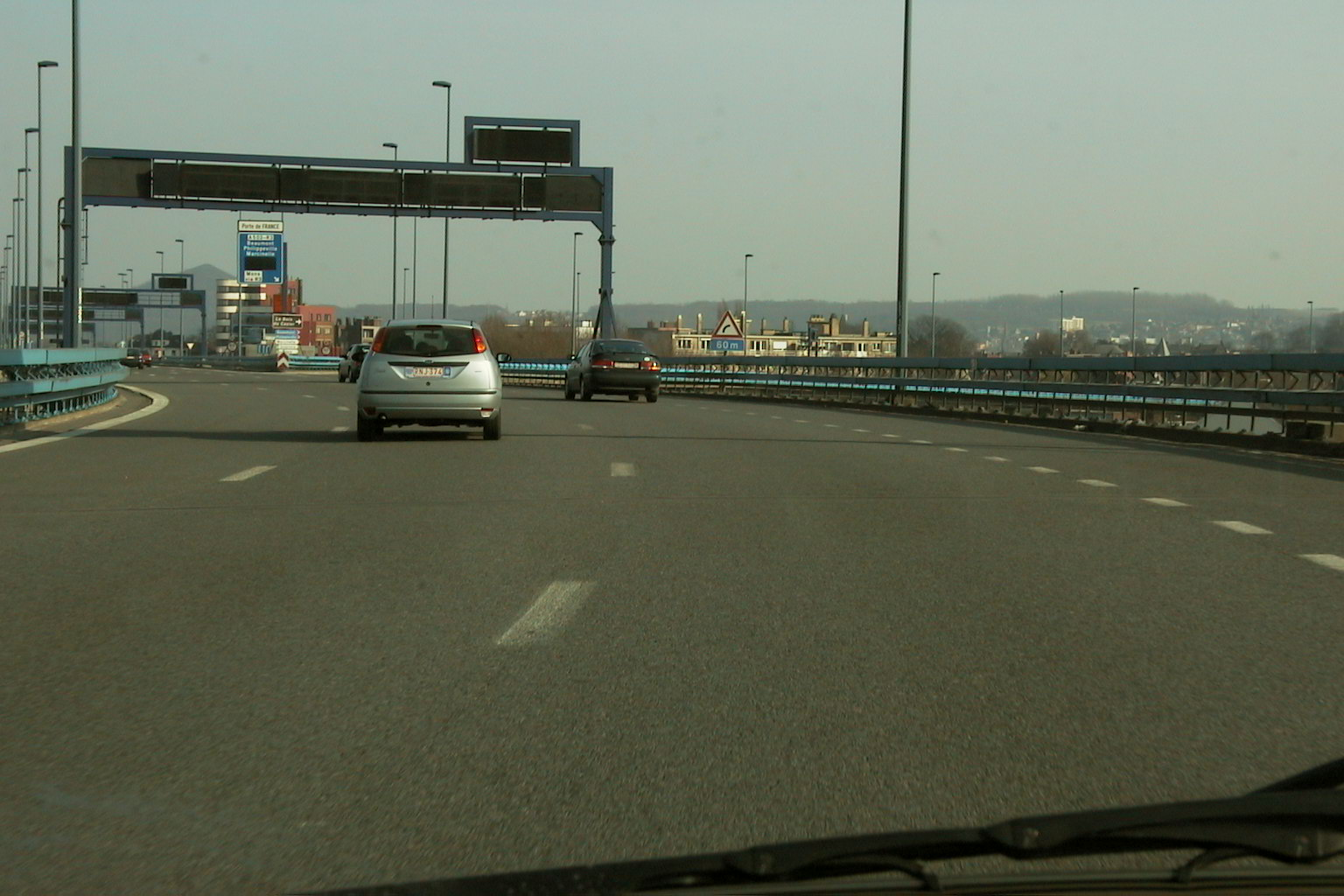
R9 au niveau de la Porte de France, située au-dessus de la gare de Charleroi-Central.
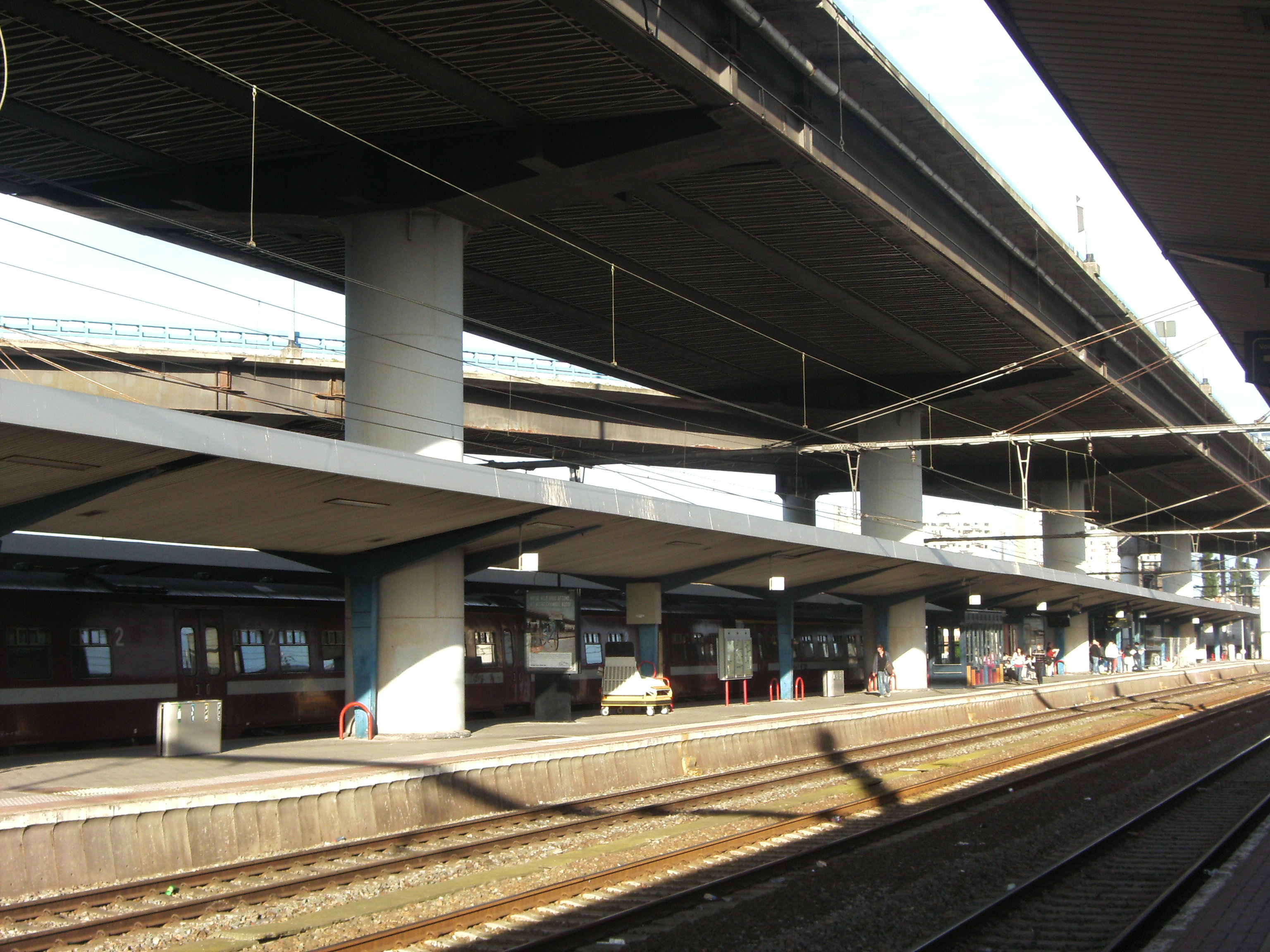
R9 au niveau de la Porte de France, vu depuis les quais de la gare.
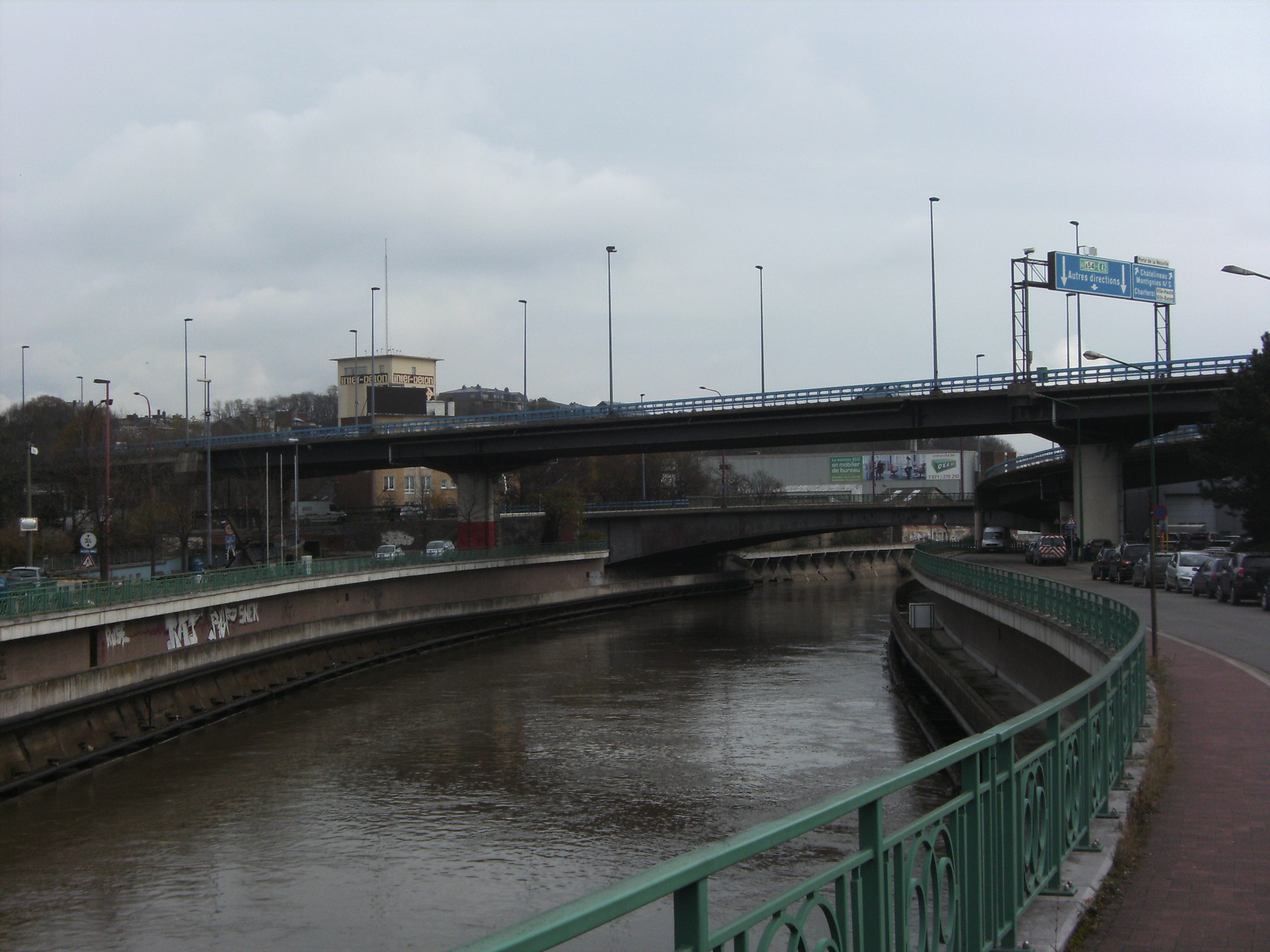
Pont au-dessus de la Sambre et du pont de Philippeville.
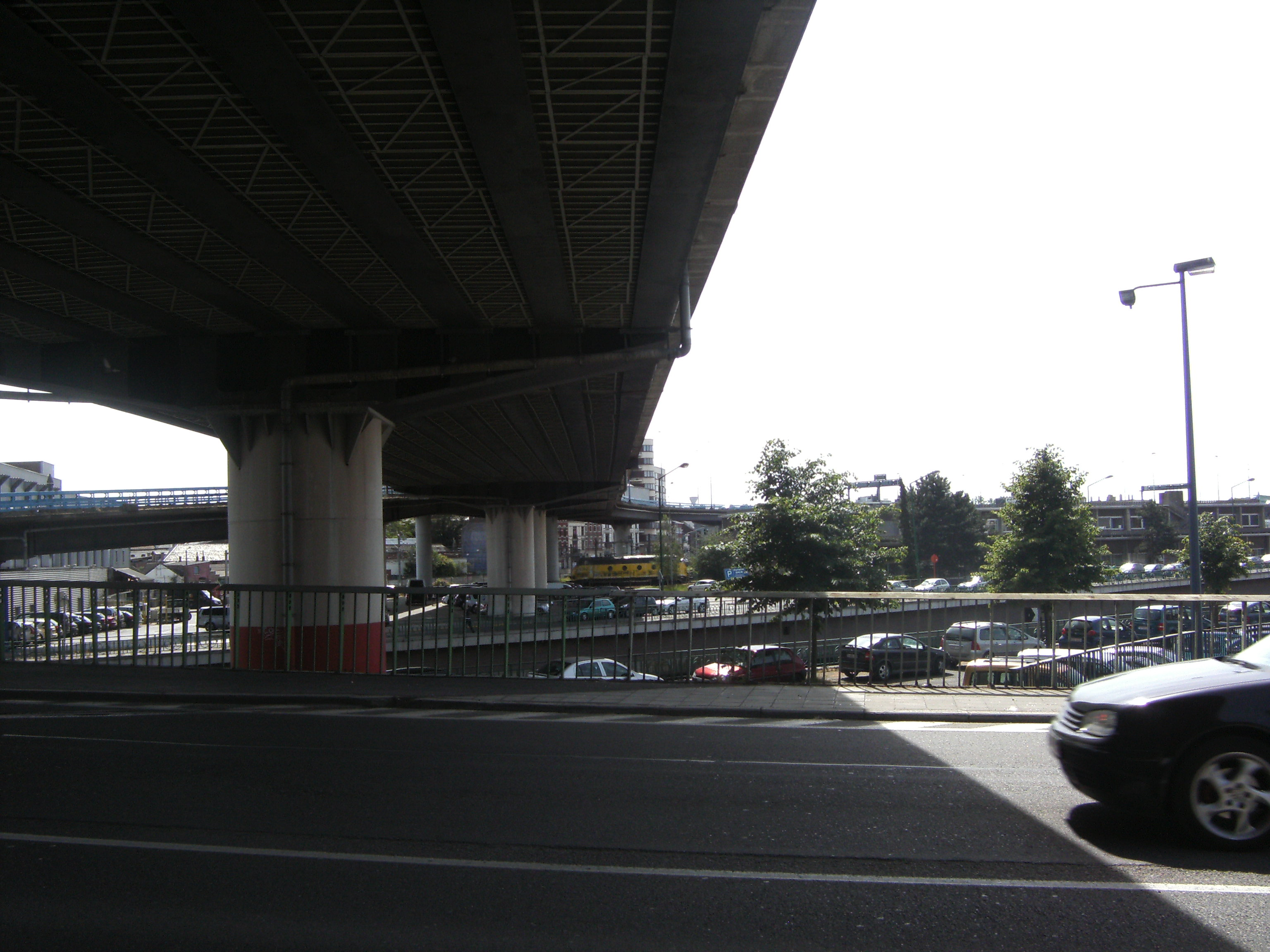
Pont-dessus de la Sambre vu de la route de Philippeville (N5).
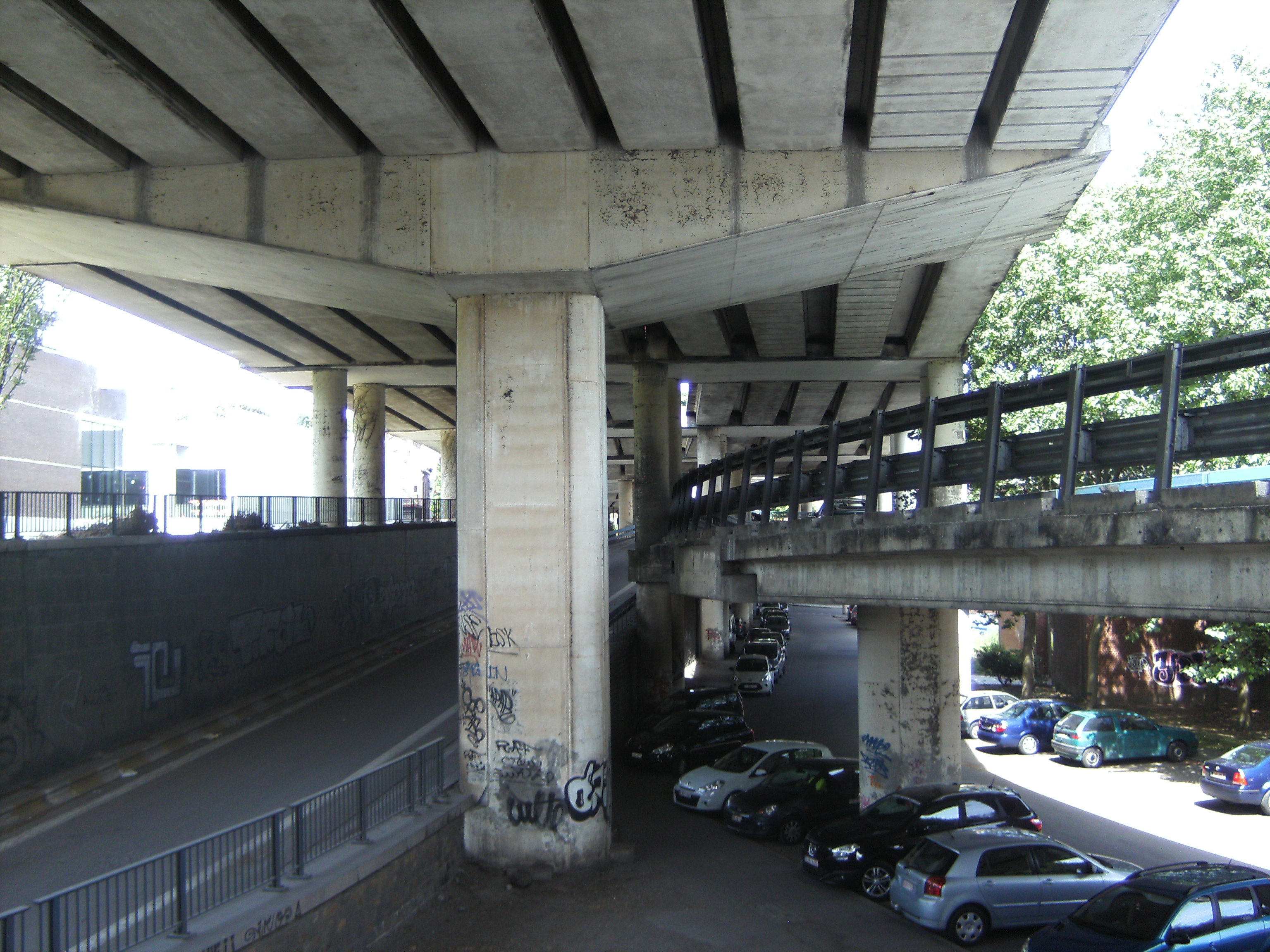
Montée depuis la route de Philippeville.
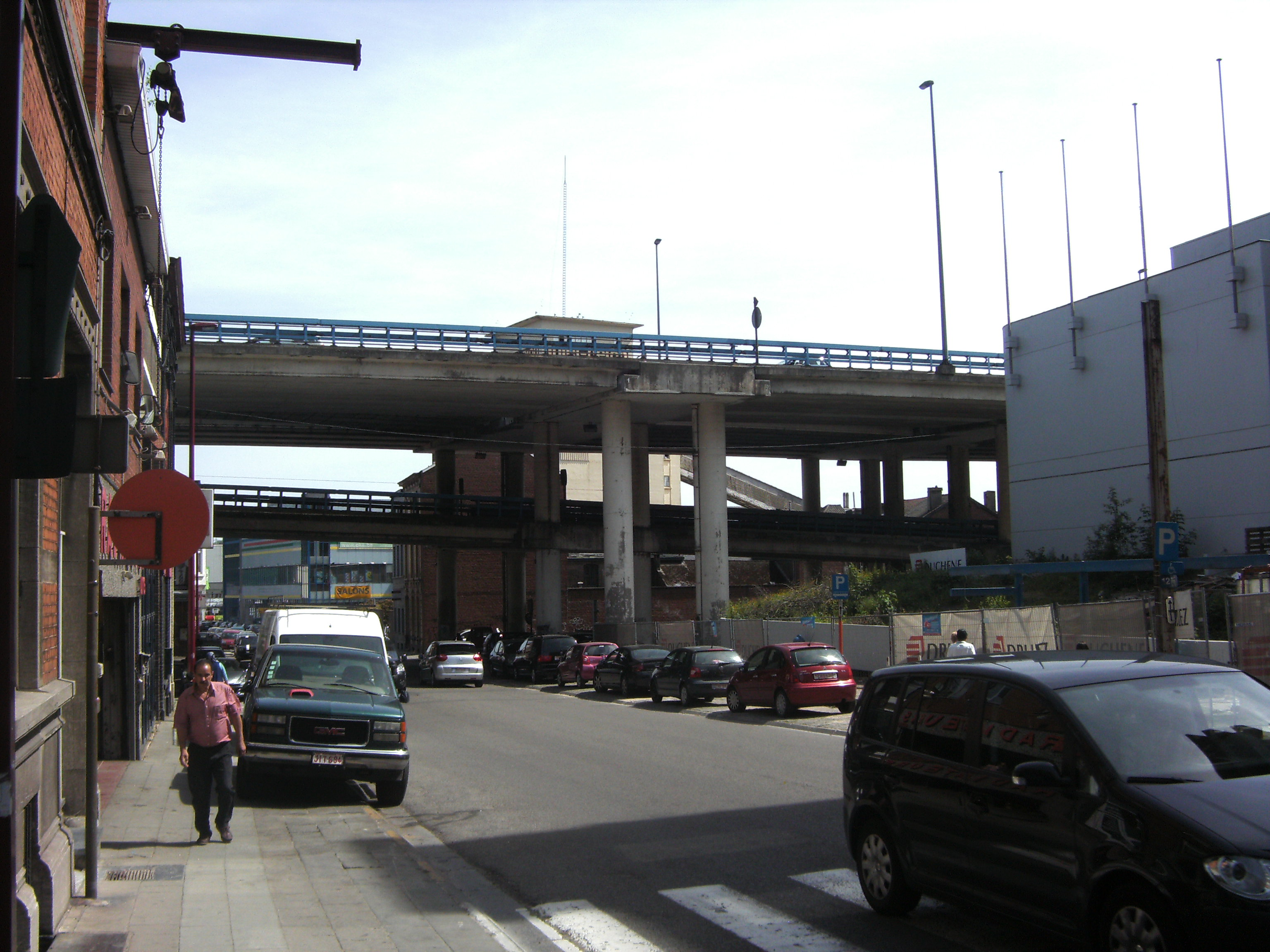
Double pont au-dessus de la rue de Montigny.
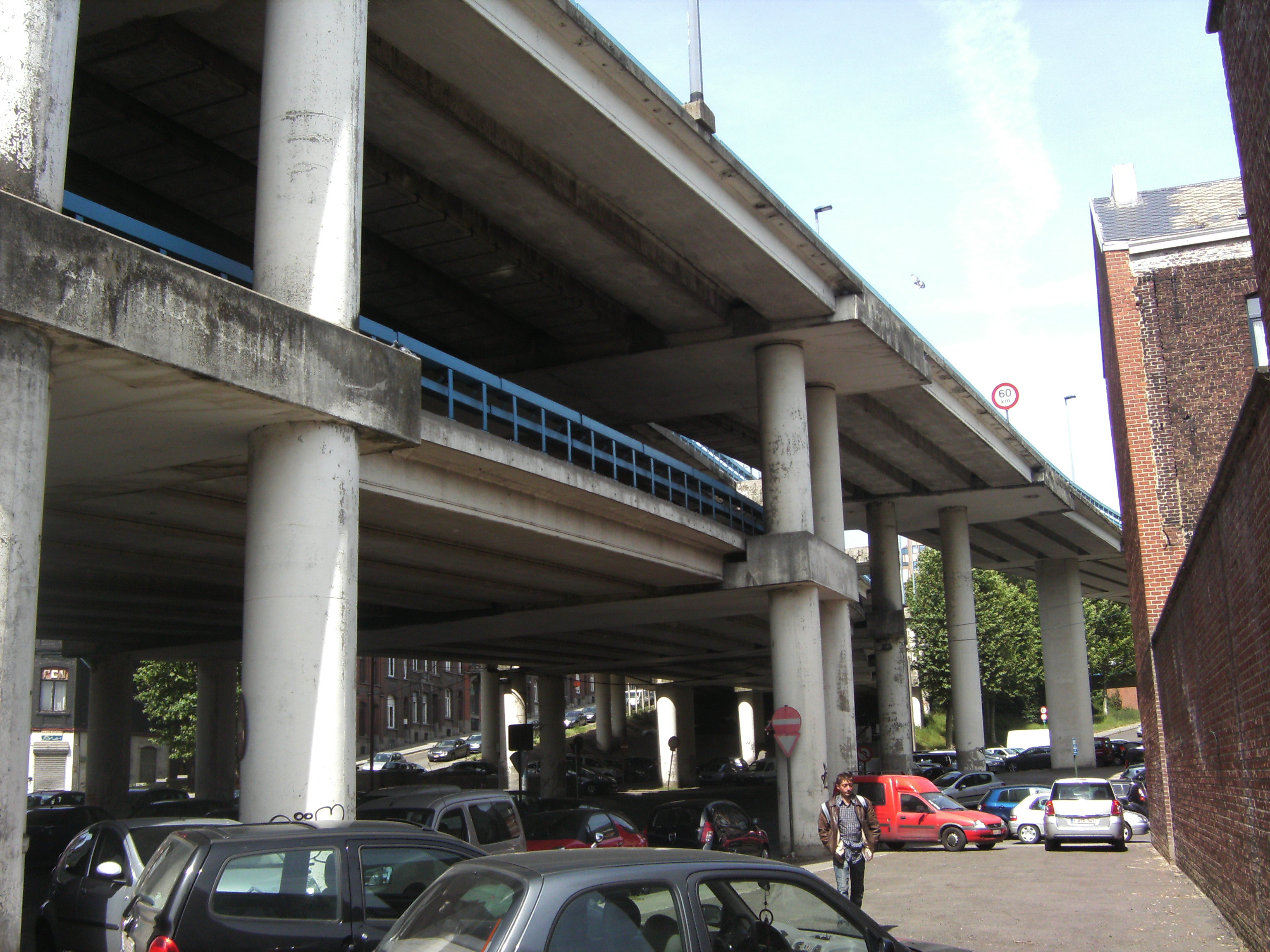
Vers la droite, sortie vers Montignies-sur-Sambre.
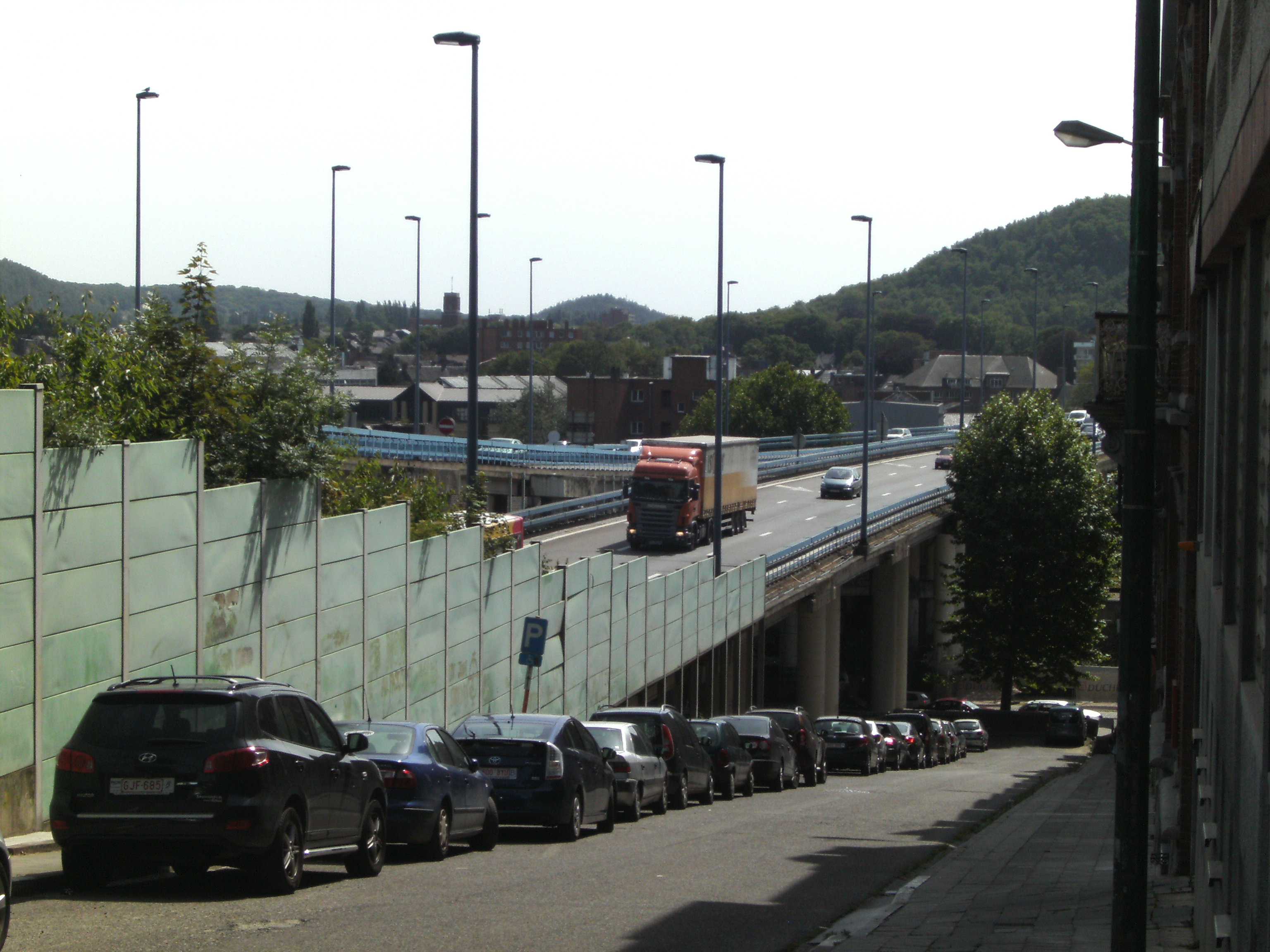
R9 au niveau de la rue d'Assaut.
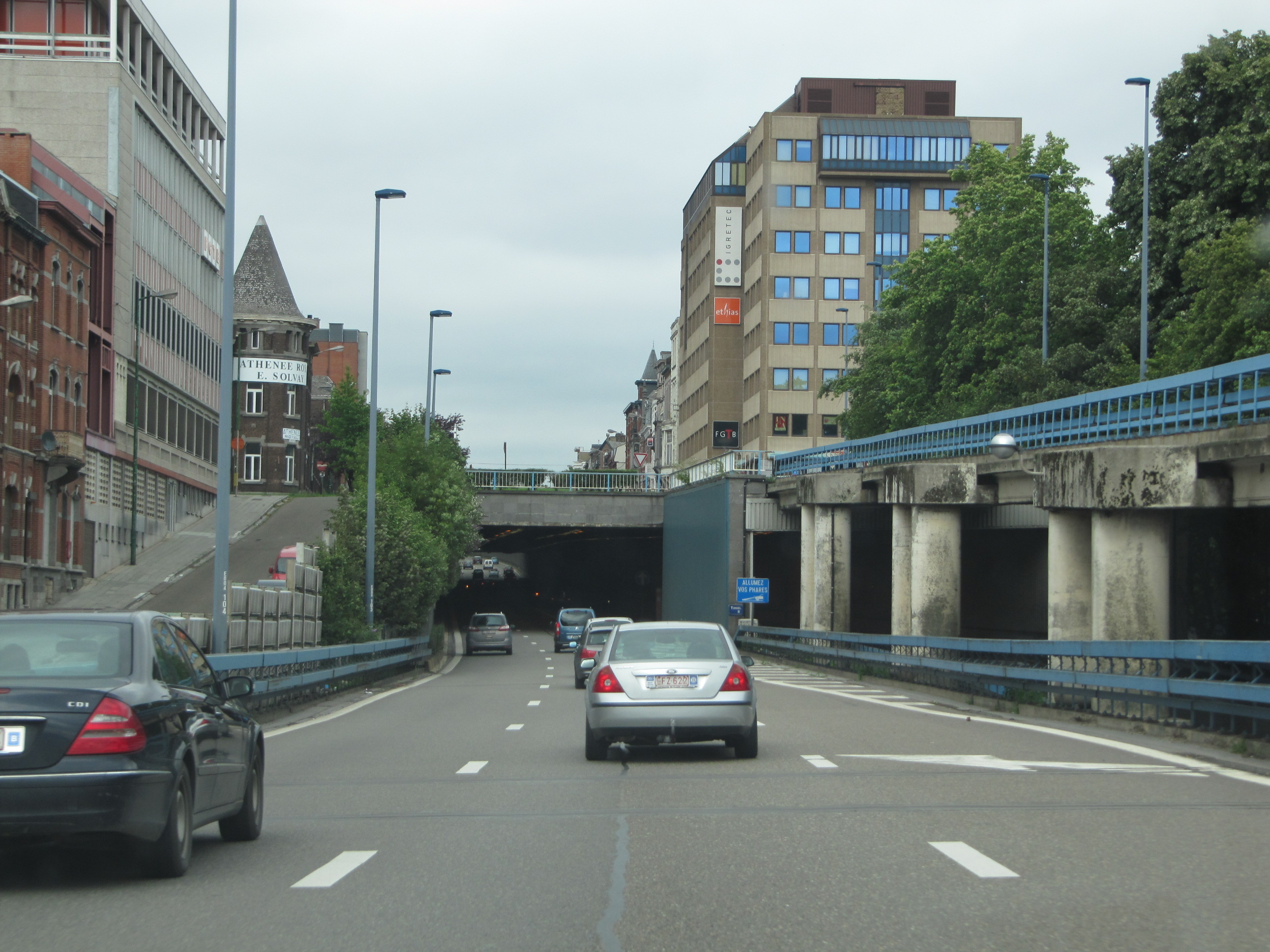
Entrée du tunnel de la Paix sous le boulevard Pierre Mayence. À gauche, la rue d'Assaut. À droite en bas, entrée depuis la route de Philippeville, en haut, sortie vers la Ville-Basse.
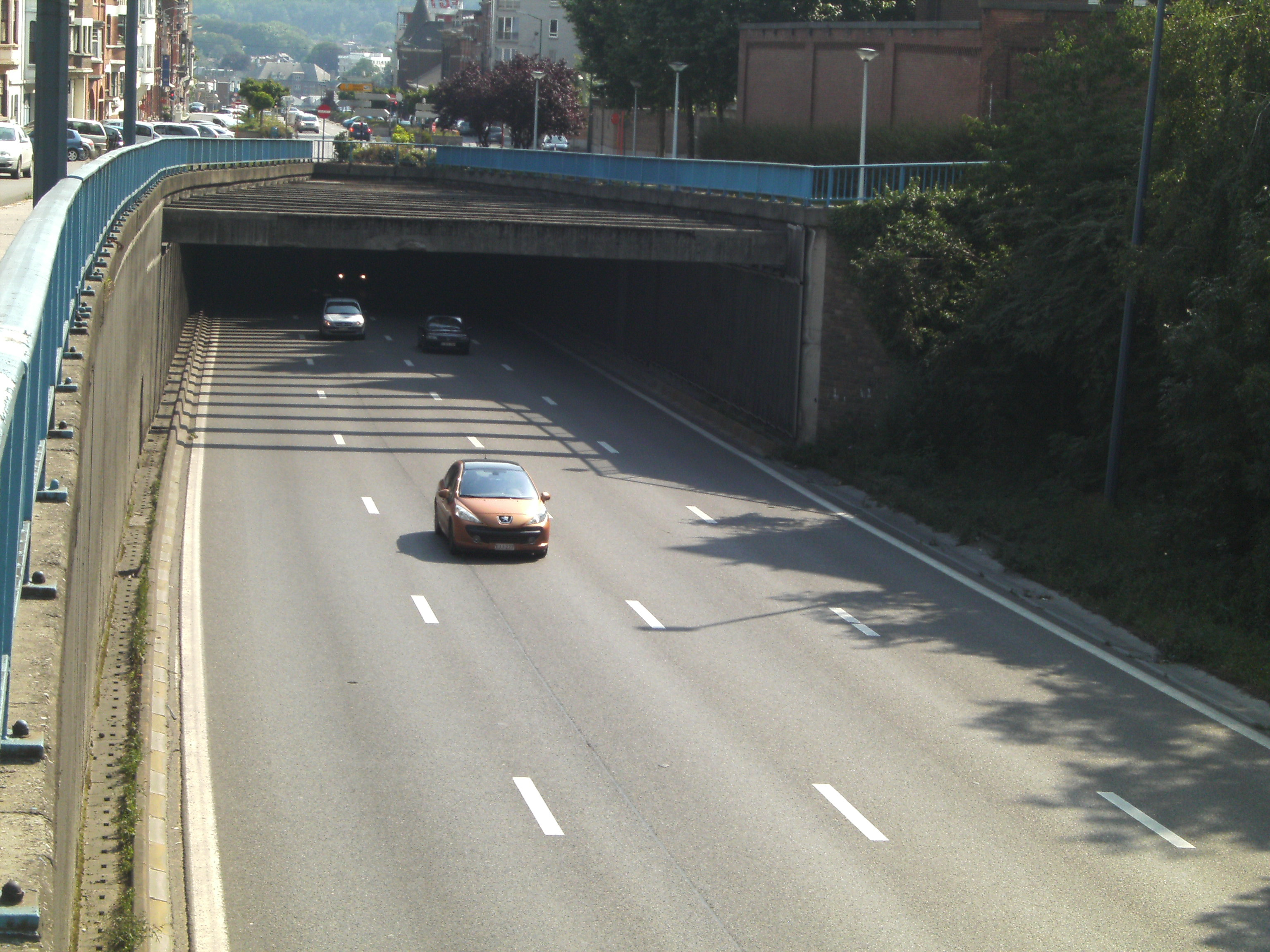
Sortie du tunnel de la Paix.
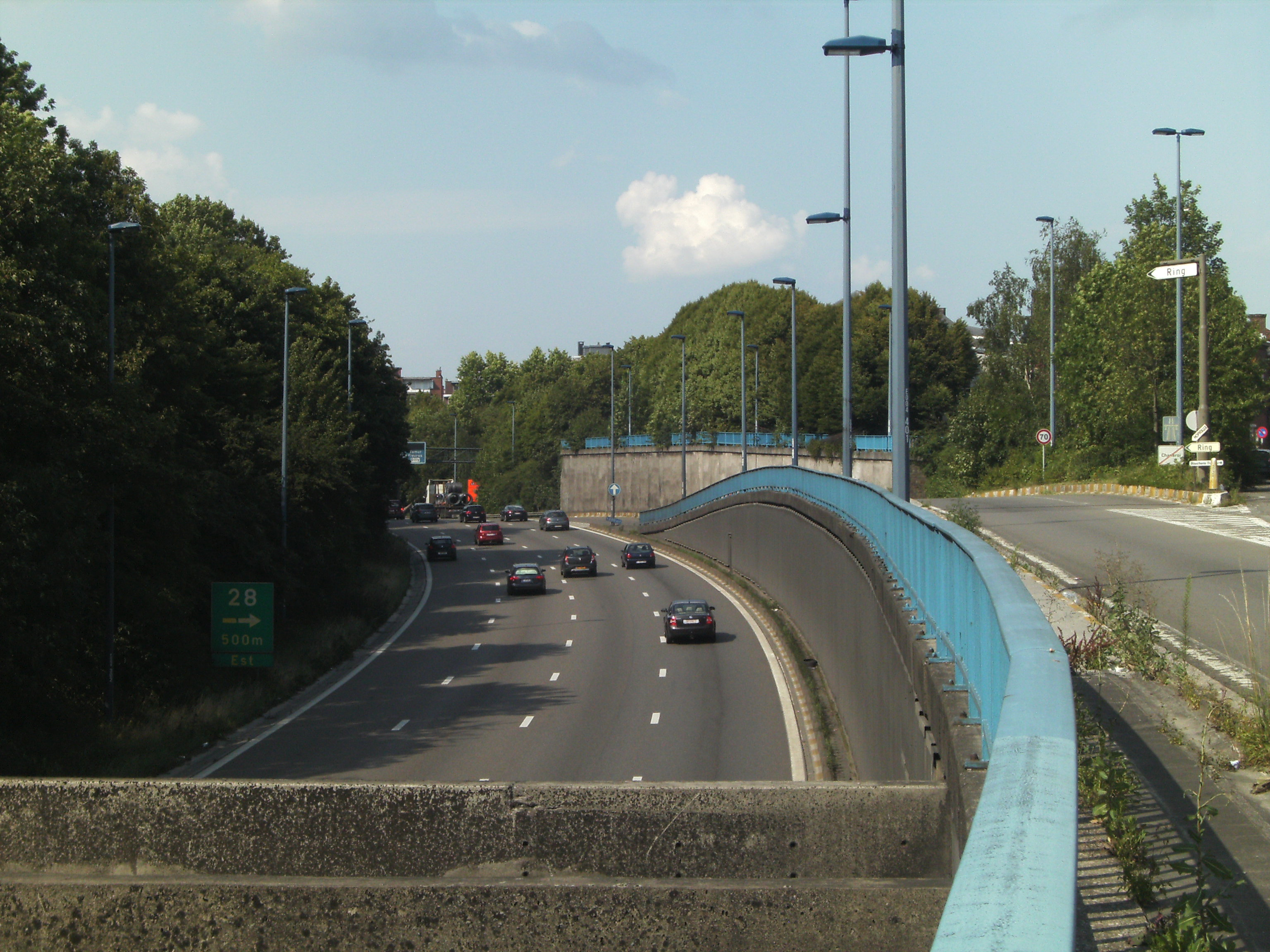
Montée de la rue de la Paix.
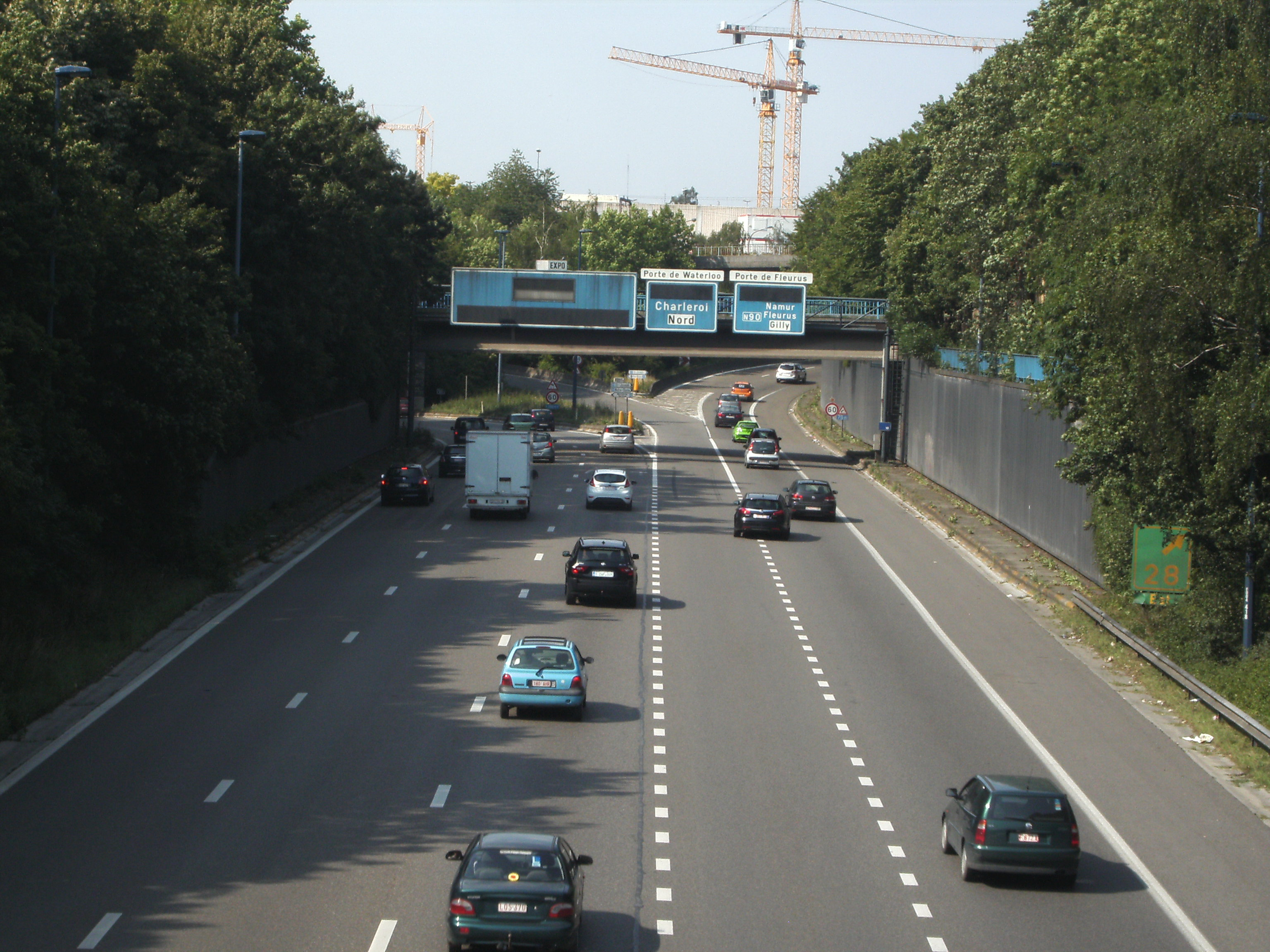
À gauche, vers le tunnel Hiernaux. À droite, la porte de Waterloo vers la Ville-Haute et la porte de Fleurus vers la route de la Basse-Sambre (N90).
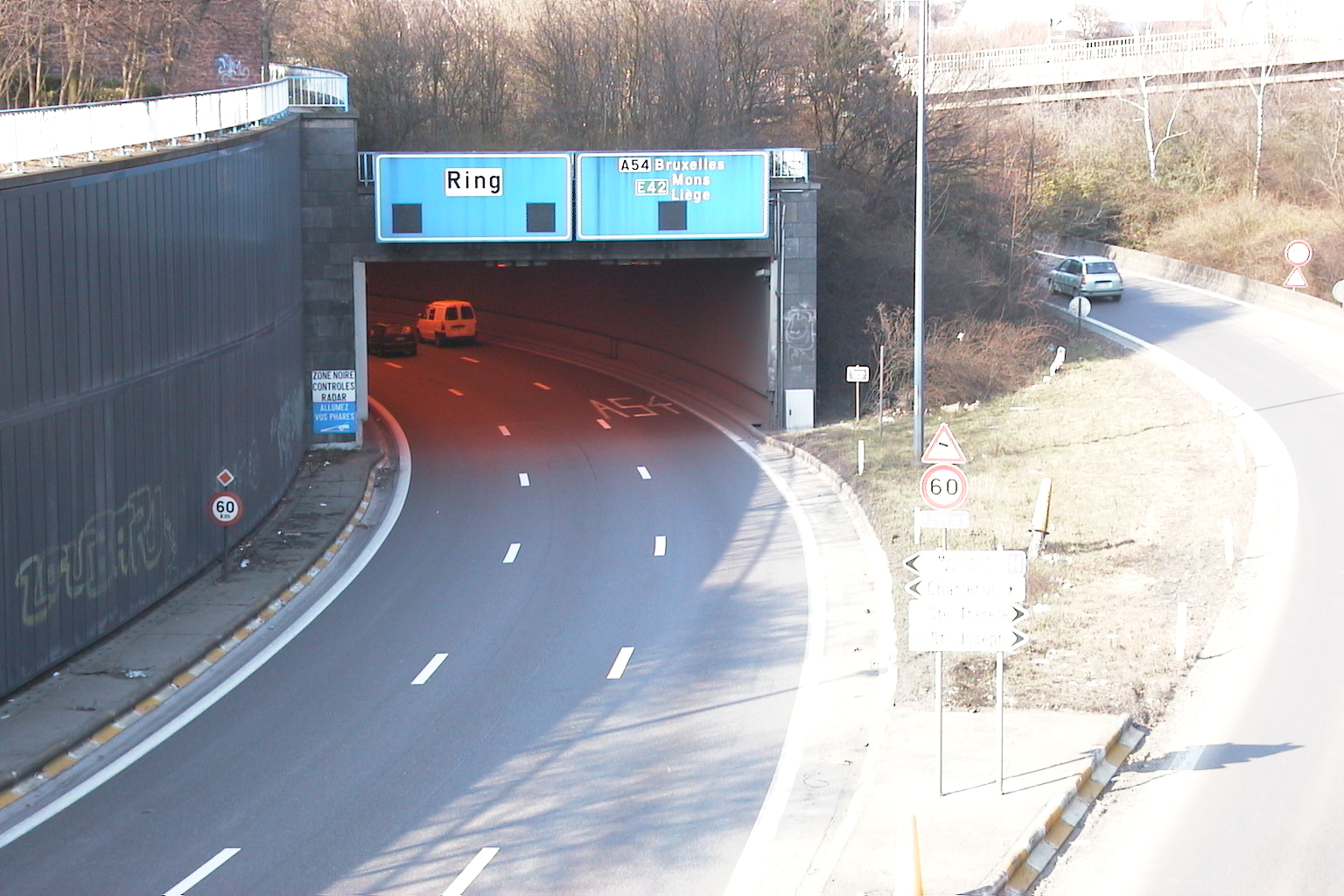
R9 : entrée du tunnel du square Hiernaux. Fin de la boucle.